# Emsetal
Emsetal – dzielnica miasta Waltershausen w Niemczech, w kraju związkowym Turyngia, w powiecie Gotha. Do 30 grudnia 2013 samodzielna gmina.

## Współpraca
Miejscowość partnerska:
- Schwabenheim an der Selz, Nadrenia-Palatynat – kontakty utrzymuje dzielnica Schmerbach